# Banco Central de Jordania
El Banco Central de Jordania (en árabe: البنك المركزي الأردني) es el banco central de la Jordania. Sus funciones principales incluyen la liberación y distribución de la moneda jordana y el mantenimiento de una reserva nacional de oro y monedas extranjeras. El banco también mantiene y asegura la seguridad del entorno bancario en Jordania.

## Fundación
Jordania inició los preparativos para establecer el Banco Central de Jordania (BCJ) a fines de los años cincuenta. La Ley del BCJ se promulgó en 1959. Posteriormente, sus procedimientos operativos se iniciaron el 1 de octubre de 1964. El CBJ sucedió a la Junta Monetaria de Jordania que se había establecido en 1950. El capital del BCJ, que es totalmente propiedad del gobierno, se incrementó gradualmente, de un millón a 18 millones de dinares jordanos. El BCJ goza de la condición de un cuerpo corporativo independiente y autónomo.